# Alexij (Turikov)
Alexij (světským jménem: Sergej Alexandrovič Turikov; * 6. září 1984, Moskva) je ruský duchovní Ruské pravoslavné církve, biskup ramenský a vikář patriarchy moskevského a celé Rusi.

## Život
Narodil se 6. září 1984 v Moskvě.
Po střední škole č. 7 v Mytišči nastoupil na fakultu práva Státní univerzity vzdělávání. Roku 2005 dokončil studium logistiky na Moskevském dopravním institutu. Od roku 2006 pracoval jako právník. O dva roky později pokračoval ve studiu na Moskevské duchovní akademii. Působil v různých administrativních funkcích Moskevského patriarchátu. 
Dne 1. září 2014 se stal sekretářem patriarchy moskevského.
Dne 16. března 2019 přijal mnišský postřih se jménem Alexij na počest svatého Alexije z Edessy. Následující den byl patriarchou Kirillem rukopoložen na jerodiákona a 7. dubna na jeromonacha. Dne 3. září 2019 byl přijat mezi bratry Novospasského monastýru.
Dne 8. ledna 2020 byl povýšen na archimandritu a 12. března jmenován představeným patriarchálního podvorje při chrámu svaté Eufrosinie Moskevské v Kotlovce.
Dne 12. března 2024 jej Svatý synod zvolil biskupem ramenským a vikářem patriarchy moskevského a celé Rusi. Biskupská chirotonie  proběhla 24. března v chrámu Krista Spasitele v Moskvě. Hlavním světitelem byl patriarcha moskevský Kirill.